# Systasis doddi
Systasis doddi är en stekelart som först beskrevs av Girault 1915.  Systasis doddi ingår i släktet Systasis och familjen puppglanssteklar. Inga underarter finns listade i Catalogue of Life.